# Jean de Nassau-Idstein
Le comte Jean de Nassau-Idstein (né le 24 novembre 1603 à Sarrebruck; décédé le 23 mai 1677 à Idstein) est comte de Nassau et régent protestant d'Idstein.

## Biographie
Il est le fils de Louis II de Nassau-Weilbourg (1565-1627) et Anne-Marie de Hesse-Cassel (1567-1626). Son père a, en 1605, réuni tous les biens de la lignée de Walram de la Maison de Nassau: Sarrebruck, Weilbourg et Idstein. Quand les frères divisent les territoires de leur père, le 29 janvier 1629 à Ottweiler, Guillaume Louis reçoit le Comté de Sarrebruck, le district de Ottweiler, le bailliage de Herbitzheim, et la communauté de Sarrevailingue. Jean reçoit la seigneurie de Idstein, Wiesbaden et de Sonnenberg. Les deux plus jeunes frères, Ernest Casimir de Nassau-Weilbourg et Othon reçoivent Wehener Grund et le district de Burgschwalbach. Cependant, comme ils sont encore mineurs, Guillaume Louis administre ces territoires en tant que régent.
Peu de temps après, leurs territoires sont mis en péril par l'Édit de Restitution du 2 mars 1629, lorsque les Prince-Archevêque de Mayence et de Trèves réclament la restitution des biens de l'église qui ont été confisqués après la Paix de Passau de 1552. Le 7 juillet 1629, le Chambre impériale statue que la Maison de Nassau doit rendre la ville et le château de Sarrewerden, Bouquenom et Wiebersweiler à l'Évêché de Metz ainsi que les fiefs de Lorraine. Ils sont autorisés à garder leurs autres possessions contestées.
En 1629, il épouse Sibylle-Madeleine de Bade-Durlach (21 juillet 1605 - 26 juillet 1644 à Strasbourg), fille de Georges-Frédéric de Bade-Durlach et Julienne Ursule de Salm-Neufville.
Quand, à la fin de l'année, le Roi Gustave Adolphe de Suède est apparu le Rhin,  Guillaume Louis, Jean et Ernest Casimir se sont joints à lui dans sa guerre contre l'Empereur. Après la défaite du roi Gustave Adolphe le 16 novembre 1632, les trois chefs se sont engagés sur une réunion de princes protestants à Heilbronn pour poursuivre la lutte contre l'Empereur, désormais sous les ordres du chancelier suédois Axel Oxenstierna. Jean signe l'alliance avec la France contre l'Empereur le 5 septembre 1633, en tant que représentant de ses frères.
Le plus jeune frère, Othon, est décédé le 24 novembre 1632. Le 11 décembre, Ernest-Casimir et ses frères décident de réviser la division de l'héritage. Dans cette nouvelle division, Ernest-Casimir reçoit les districts de Weilbourg et Mehrenberg, le comté de Gleiberg (de) et les districts de Kirchheim et Stauf, qui ont été ceux d'Othon. Les frères décident de partager le district de Usingen et Stockheim. En 1634, à Francfort, les frères parviennent à un compromis avec les seigneurs de Geroldseck sur la propriété de Lahr.
Après que la Suède et ses alliés aient été vaincus, l'empereur Ferdinand II résilie le fief des Nassau. Le 30 mai 1635, un certain nombre de princes impériaux, y compris les électeurs de Brandebourg et de Saxe, ont conclu la Paix de Prague, qui accorde l'amnistie à la plupart des princes qui avaient combattu contre l'empereur. Les comtes de Nassau, cependant, ont été explicitement exclus de cette amnistie. Jean choisit de s'exiler à Strasbourg. En novembre 1635, le commissaire impérial Bertram von Sturm arrive à Nassau, et annonce une interdiction impériale sur les trois frères. L'ensemble de leurs territoires et possessions sont déclarées confisqués. Jusqu'en 1646, les citoyens de Idstein aurait à souffrir de la faim, la maladie et du despotisme militaire.
La comtesse Madeleine Sibylle est morte en 1644, à l'âge de 39 ans. Le 6 décembre 1646, Jean se remarie à Strasbourg, avec la comtesse Anne de Leiningen-Falkenbourg (25 mai 1625, à Dagsbourg - 24 décembre 1688 à Idstein), fille du comte Philippe George de Leiningen-Dagsbourg-Falkenbourg et la comtesse Anne d'Erbach. Après la cérémonie de mariage, Jean est retourné à Idstein avec sa nouvelle épouse.
En 1653, son fils aîné est devenu catholique. Jean est désavoué. En 1665, son fils Georges-Auguste de Nassau-Idstein est né. Il allait devenir le successeur de Jean. En 1666, la construction d'une nouvelle église à Idstein commence. En 1668, la peste éclate à Idstein. La comtesse Anne est décédé à l'âge de 43 ans. En 1672, Jean échoue à être élevé au rang de Prince Impérial.

## La chasse aux sorcières
En 1630, les procès des sorcières a commencé dans son territoire et Jean commande aux pasteurs de prêcher contre le chaos provoqué par la sorcellerie.
En 1658, Amtmann Plebanus commence à poursuivre en justice les sorcières.
En 1676, plusieurs procès de sorcières sont lancés dans Idstein et, entre le 3 février 1676 et le 31 mars 1677, 31 femmes et 8 hommes sont exécutés pour sorcellerie. Les persécutions se sont arrêtées à la mort de Jean le 23 mai 1677, à l'âge de 74 ans.

## Successeur
Jean est remplacé par son fils Georges-Auguste, qui n'a que 12 ans quand il meurt. Le comte Jean Casimir de Leiningen est régent.

## Descendance
Jean a un total de 25 enfants avec ses deux épouses,,,,, y compris :
1. Gustave-Adolphe de Nassau-Idstein (de) (1632-1664)
2. Louis-Frédéric (1633-1656)
3. Jean (1638-1658)
4. Charles (1649-1651)
5. Georges-Guillaume (1656-1657)
6. Philippe-Louis (1662-1664)
7. Georges-Auguste de Nassau-Idstein (1665-1721), marié à Henriette-Dorothée d'Oettingen-Oettingen (1672-1728), fille du prince Albert-Ernest Ier d'Oettingen-Oettingen (1642-1683) et de Christine-Frédérique de Wurtemberg (1644–1674).
8. Ottile Anna (1630-1632)
9. Bernhardine Sophie (1634-1642)
10. Julienne Sabine (1639-2 octobre 1639)
11. Christine Élisabeth (1651-1676)
12. Éléonore-Louise (1653-1677)
13. Ernestine (1654-1655)
14. Jeannette (1657-1733), a épousé le comte Christian-Louis de Waldeck
15. Sibylle Charlotte (1658-1660)
16. Dorothée-Amélie (1661-1740), a épousé le comte Louis-Frédéric de Wied (d. 1709)